# باشگاه فوتبال لکوموتیو لیسکی
باشگاه فوتبال لکوموتیو لیسکی (روسی: ФК "Локомотив" Лиски) یک باشگاه فوتبال در شهر لیسکی بلغارستان است. این باشگاه در لیگ حرفه‌ای فوتبال روسیه بازی می‌کند. این باشگاه در سال ۱۹۳۶ تأسیس شده‌است. ورزشگاه لکوموتیو محل برگزاری بازی‌های خانگی این باشگاه است.